# Tiếng Oriya
Tiếng Oriya hay tiếng Odia (ଓଡ଼ିଆ oṛiā) là một ngôn ngữ Ấn Độ, thuộc nhánh Ấn-Arya của Ngữ hệ Ấn-Âu. Tiếng Oriya chủ yếu được sử dụng tại bang Orissa (tên mới là Odisha), nơi những người nói ngôn ngữ này chiếm 83,33% tổng dân số. Ngôn ngữ này cũng là một ngôn ngữ chính thức tại Ấn Độ
Ngoài Odisha, cũng có một số lượng đáng kể người nói tiếng Oriya tại các vùng khác, như Midnapore của bang Tây Bengal,Singhbhum, Seraikela Kharsawan của Jharkhand, Srikakulam, Vizianagaram & Vishakhapatnam của Andhra Pradesh, các quận phía đông của bang Chhattisgarh. Do nhập cư, bang miền tây Ấn Độ là Gujarat cũng có một số lượng đáng kể nói tiếng Oriya và Surat đã trở thành thành phố có đông người nói tiếng Oriya lớn thứ hai tại Ấn Độ. Người nói tiếng Oriya-cũng có số lượng đáng kể tại một số thành phố như Vishakhapatnam, Hyderabad, Pondicherry, Bangalore, Chennai, Goa, Mumbai, Raipur, Jamshedpur, Baroda, Ahmedabad, New Delhi, Kolkata, Kharagpur, Guwahati, Pune, & Silvassa tại Ấn Độ.

### Oriya chuẩn
Tiếng Oriya Mughalbandi được coi là tiếng Oriya chuẩn do truyền thống văn học. Oriya Mughalbandi được nói tại quận Cuttack và Puri với một chút khác biệt.

### Phương ngữ chính
- Oriya Midnapori: (nói tại quận Midnapore của Tây Bengal)
- Oriya Singhbhumi: nói tại các quận Đông Singhbhum, Tây Singhbhum và Saraikela-Kharsawan của Jharkhand
- Oriya Baleswari: nói tại các quận Baleswar, Bhadrak và Mayurbhanj của Orissa)
- Oriya Ganjami: nói tại các quận Ganjam và Gajapati của Orissa & quận Srikakulam của Andhra Pradesh)
- Oriya Desiya: nói tại các quận Koraput, Rayagada, Nowrangpur và Malkangiri của Orissa và các khu vực miền núi tại các quận Vishakhapatnam, Vizianagaram của Andhra Pradesh.
- Oriya Sambalpuri: nói tại các quận Bargarh, Bolangir, Boudh, Debagarh, Jharsuguda, Kalahandi, Nuapada, Sambalpur, Subarnapur và Sundargarh của Orissa và một số người tại các quận Raigarh, Mahasamund, Raipur của Chhattisgarh.
- Bhatri: nói tại tây nam Orissa và đông nam Chhattisgarh.

Oriya sử dụng chữ Oriya.
| Bảng Unicode Oriya Official Unicode Consortium code chart: Oriya (Odia) Version 13.0 |   |   |   |   |   |   |   |   |   |   |   |   |   |   |   |   |
|                                                                                      | 0 | 1 | 2 | 3 | 4 | 5 | 6 | 7 | 8 | 9 | A | B | C | D | E | F |
| U+0B0x                                                                               |   | ଁ  | ଂ  | ଃ  |   | ଅ | ଆ | ଇ | ଈ | ଉ | ଊ | ଋ | ଌ |   |   | ଏ |
| U+0B1x                                                                               | ଐ |   |   | ଓ | ଔ | କ | ଖ | ଗ | ଘ | ଙ | ଚ | ଛ | ଜ | ଝ | ଞ | ଟ |
| U+0B2x                                                                               | ଠ | ଡ | ଢ | ଣ | ତ | ଥ | ଦ | ଧ | ନ |   | ପ | ଫ | ବ | ଭ | ମ | ଯ |
| U+0B3x                                                                               | ର |   | ଲ | ଳ |   | ଵ | ଶ | ଷ | ସ | ହ |   |   | ଼  | ଽ | ା  | ି  |
| U+0B4x                                                                               | ୀ  | ୁ  | ୂ  | ୃ  | ୄ  |   |   | େ  | ୈ  |   |   | ୋ  | ୌ  | ୍  |   |   |
| U+0B5x                                                                               |   |   |   |   |   | ୕  | ୖ  | ୗ  |   |   |   |   | ଡ଼ | ଢ଼ |   | ୟ |
| U+0B6x                                                                               | ୠ | ୡ | ୢ  | ୣ  |   |   | ୦ | ୧ | ୨ | ୩ | ୪ | ୫ | ୬ | ୭ | ୮ | ୯ |
| U+0B7x                                                                               | ୰ | ୱ | ୲ | ୳ | ୴ | ୵ | ୶ | ୷ |   |   |   |   |   |   |   |   |